# Saint-Germain-sous-Doue
Saint-Germain-sous-Doue è un comune francese di 490 abitanti situato nel dipartimento di Senna e Marna nella regione dell'Île-de-France.
Il 2 ottobre 1944, un missile balistico V2 si schiantò su Saint-Germain-sous-Doue.

## Società

### Evoluzione demografica
Abitanti censiti